# Харьковский физико-технический институт
Национальный научный центр «Харьковский физико-технический институт» (ННЦ ХФТИ) (укр. Національний науковий центр «Харківський фізико-технічний інститут» (ННЦ ХФТІ); прежнее название Украинский физико-технический институт (УФТИ)) — крупный научный центр, занимающийся физической наукой. Является одним из крупнейших и старейших на Украине. Расположен на севере Харькова, в Пятихатках.

## Советский период истории
По инициативе академика Абрама Фёдоровича Иоффе в 1928 году в Харькове был основан Украинский физико-технический институт (УФТИ). Первоочередные задачи, поставленные перед УФТИ, заключались в проведении исследований в ядерной физике и физике твёрдого тела.
На протяжении 30-х годов институт добился значительных успехов. 10 октября 1932 года в институте впервые в СССР расщепили ядро атома. Расщепление ядра атома лития провели Антон Вальтер, Георгий Латышев, Александр Лейпунский и Кирилл Синельников. В дальнейшем в УФТИ получили жидкий водород и жидкий гелий, построили первую радиолокационную установку, институт также является первопроходцем советской высоковакуумной техники, развившейся в промышленную вакуумную металлургию.
Первым директором УФТИ в 1929 году был назначен Иван Обреимов, один из основателей института, будущий академик АН СССР (1958 год).

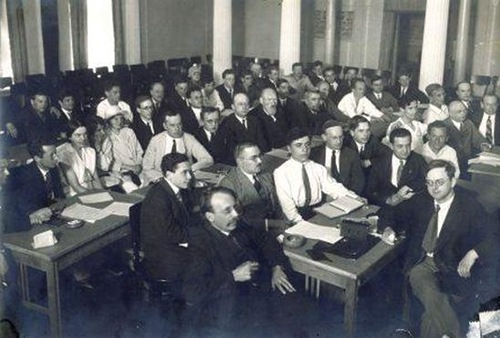
Первая всесоюзная конференция по теоретической физике. Харьков, 1929. На переднем плане — директор УФТИ И. В. Обреимов, в первом ряду сидит (третий слева) В. А. Амбарцумян

1 декабря 1934 года директором УФТИ был назначен никому ранее не известный Семен Абрамович Давидович. Ко времени своего назначения директором УФТИ он не только не имел никаких научных степеней, но и не опубликовал ни одной научной статьи.
29 ноября 1935 года приказом наркома тяжелой промышленности Серго Орджоникидзе директором УФТИ был назначен Александр Лейпунский, «второй директор» УФТИ вместо уволенного Давидовича.
В начале 1935 года Советом Труда и Обороны Народного комиссариата тяжелой промышленности институту впервые были поручены технические разработки военного характера: мощные генераторы коротких волн, кислородный прибор для высотных полетов, авиационный двигатель, работающий на жидком водороде и др.
В институте в 1935 году прошла выездная сессия Академии наук СССР, где академиком Сергеем Вавиловым было высказано мнение о том, что учёные института делают более четверти всей физики в СССР.
С 1932 по 1937 год в институте работал Лев Ландау. Здесь в эти годы оформилась его знаменитая научная школа физиков-теоретиков и была начата работа над «Курсом теоретической физики».
28 апреля 1938 года в Москве Ландау был арестован. Обвинения в его адрес касались работы в УФТИ. Будущий нобелевский лауреат провел в тюрьме ровно год и был освобожден благодаря ходатайству выдающихся физиков — Нильса Бора и Петра Капицы — 28 апреля 1939 года.
14 июня 1938 года в Харькове был арестован второй директор УФТИ А. Лейпунский, но 7 августа того же года освобожден.
22 июля 1938 года был арестован первый директор УФТИ И. Обреимов. 19 ноября 1940 года постановлением ОСО при НКВД СССР «за антисоветские высказывания» осужден к 8 годам ИТЛ. По ходатайству академиков С. Вавилова, А. Иоффе, В. Л. Комарова и других он был освобожден 21 мая 1941 года. В эвакуации работал в Институте физической химии АН УССР и ГОИ, с 1944 года в Институте органической химии АН СССР.
В 1937-38 годах во время «Большого террора» 11 сотрудников института были арестованы и 5 из них расстреляны (дело УФТИ).
В 1940 году сотрудники УФТИ Фридрих Ланге, Владимир Шпинель и Виктор Маслов подали заявки на изобретение атомной бомбы, а также методов наработки урана-235: «Об использовании урана как взрывчатого и ядовитого вещества», «Способ приготовления урановой смеси, обогащенной ураном с массовым числом 235. Многомерная центрифуга» и «Термоциркуляционная центрифуга». Впервые было предложена ставшая впоследствии общепринятой схема взрыва с использованием обычной взрывчатки для создания критической массы с последующим инициирования цепной реакции. Также в промышленности начал применяться центробежный способ разделения изотопов урана.
Сразу же после Великой Отечественной войны в рамках института была организована лаборатория № 1 АН СССР.
В 1948 году в Харьковском государственном университете было создано ядерное отделение, позднее преобразованное в физико-технический факультет ХГУ. Одним из важнейших факторов, определивших выбор Харькова как места подготовки физиков-ядерщиков для советского атомного проекта, стала близость ХФТИ. В 1969 году физико-технический факультет переехал в новый корпус в Пятихатках, чтобы быть ещё ближе к ХФТИ. В настоящее время между физтехом и ХФТИ продолжает сохраняться очень тесная связь: многие сотрудники ХФТИ преподают на физтехе, студенты физтеха проходят практику в ХФТИ, ХФТИ остаётся одним из основных мест трудоустройства выпускников физтеха, а физтех — одним из основных поставщиков кадров для ХФТИ.
Во второй половине XX века институт активно занимается ядерной энергетикой СССР, внедряет в промышленность новые технологии и оборудование. ХФТИ занимался созданием технологий нанесения жаропрочных и сверхтвёрдых покрытий, функционирующих в агрессивных средах, технологий производства тепловыделяющих элементов для атомных реакторов и технологий производства высокотемпературных нагревателей. Институт внедрил вакуумные прокатные станы, а также технологию горячей прокатки многослойных материалов в вакууме, создал малогабаритные ускорители заряжённых частиц. Разрабатывал технологии получения высокочистых материалов и сплавов, сверхпроводников, композиционных углерод-углеродных материалов и многое другое.
Постепенно на базе института был образован ряд крупных научных учреждений: Физико-технический институт низких температур им. Б. И. Веркина Национальной академии наук Украины, Институт радиофизики и электроники им А. Я. Усикова НАНУ (первоначально, Институт радио-электроники) и прочие. В Харьковском политехническом институте, по инициативе ХФТИ, был создан первый на Украине физико-механический факультет. Также в Харьковском государственном университете был создан физико-технический факультет.

## Украинский период истории
В 1993 году по указу Президента Украины институту присвоили статус Национального научного центра (ННЦ ХФТИ). Это был первый ННЦ на Украине. При этом были образованы институты на основе ряда научных отделений:
- Институт физики плазмы,
- Институт физики твёрдого тела, материаловедения и технологий[1],
- Институт плазменной электроники и новых методов ускорения[1],
- Институт теоретической физики[1],
- Институт физики высоких энергий и ядерной физики[1].

С 1999 года институт начал выпуск рецензируемого журнала «Вопросы атомной науки и техники» (ВАНТ). Журнал выходит 6 раз в год, каждый выпуск посвящён одной из 5 тем: физика радиационных повреждений и радиационное материаловедение, ядерно-физические исследования, физика плазмы; вакуум, чистые материалы и сверхпроводники; плазменная электроника и новые методы ускорения.
В 2004 году при создании Отделения ядерной физики и энергетики Национальной академии наук Украины, ННЦ «Харьковский физико-технический институт» вошёл в его состав. Также ХФТИ стал головной организацией для выполнения Государственной программы исследований по ядерным и радиационным технологиям.
В национальном научном центре функционируют различные экспериментальные установки. Есть семейство термоядерных установок «Ураган», электронные и ионные ускорители, в том числе крупнейший на территории бывшего СССР линейный ускоритель электронов. Также функционирует крупное опытно-экспериментальное производство.
В 2009 году германский Юлихский опытный центр подарил институту ускоритель легких ионов CV-28. Циклотрон будет использоваться для научных исследований в материаловедении. В этом же году в ХФТИ впервые в мире была сфотографирована внутренняя структура атомов. Были получены фотографии электронных облаков атома углерода.
Как ядерный объект ННЦ ХФТИ находится под гарантиями МАГАТЭ.
В апреле 2010 года на международном форуме по ядерной безопасности было озвучено решение избавиться от запасов высокообогащенного урана, хранящихся на Украине. Одним из мест хранения урана был ННЦ ХФТИ. В декабре 2010 весь высокообогащённый уран был вывезен в Россию, где будет проведена его переработка. В обмен на это, Украина, за счёт финансирования от США, должна получить низкообогащённый уран для исследовательских установок, а также планируется за $25 млн осуществить строительство завода по производству изотопов в медицинских целях.
В ходе вторжения России на Украину ННЦ ХФТИ неоднократно обстреливался российской артиллерией, в том числе и из реактивных систем залпового огня.
Генеральный директор ННЦ «Харьковский физико-технический институт» академик Николай Шульга и директор Института проблем безопасности АЭС академик Анатолий Носовский заявили, что все, что сообщают СМИ РФ о якобы имеющейся ядерной программе Украины, не соответствует действительности и является одним из многочисленных фейков, «наличием ядерной программы в Украине» Россия пытается оправдать нападение и захват атомных электростанций.

## Международное сотрудничество
ХФТИ активно сотрудничает с целым рядом международных организаций и научных центров, таких как МАГАТЭ, ЦЕРН и другими. В институте функционирует региональный центр системы международной ядерной информации МАГАТЭ. Международные фонды и организации оказывают поддержку в фундаментальных исследованиях 200 учёным института.
ХФТИ принимал участие в создании Большого адронного коллайдера.
В 80-х годах прошлого века ХФТИ принимал участие в создании Центра ядерных исследований (NRC) в Таджуре, Ливия (в настоящее время REWDRC).

## Направления научной деятельности
Национальный научный центр «Харьковский физико-технический институт» занимается следующими научными направлениями:
- теоретическая физика;
- физика твёрдого тела;
- физика радиационных явлений и радиационное материаловедение;
- технологии материалов;
- физика плазмы и управляемый термоядерный синтез;
- ядерная физика;
- физика электромагнитных взаимодействий;
- плазменная электроника и физика сильноточных пучков;
- физика и техника электронных ускорителей;
- физика и техника ускорителей тяжёлых заряженных частиц;
- новые методы ускорения.[1]

Сквер перед главным корпусом ННЦ «ХФТИ» с установленным памятником учёным, впервые в СССР расщепившим атомное ядро
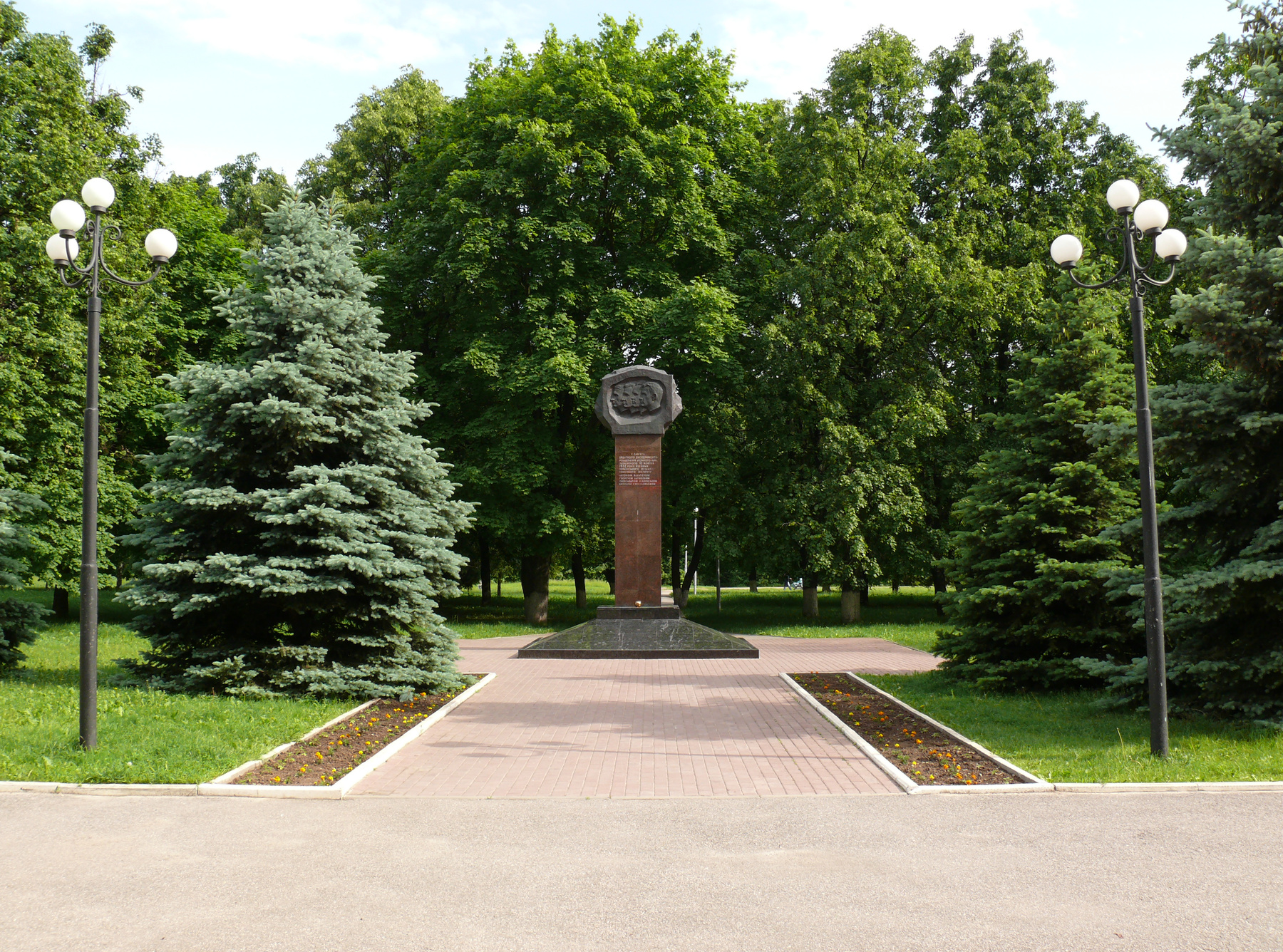
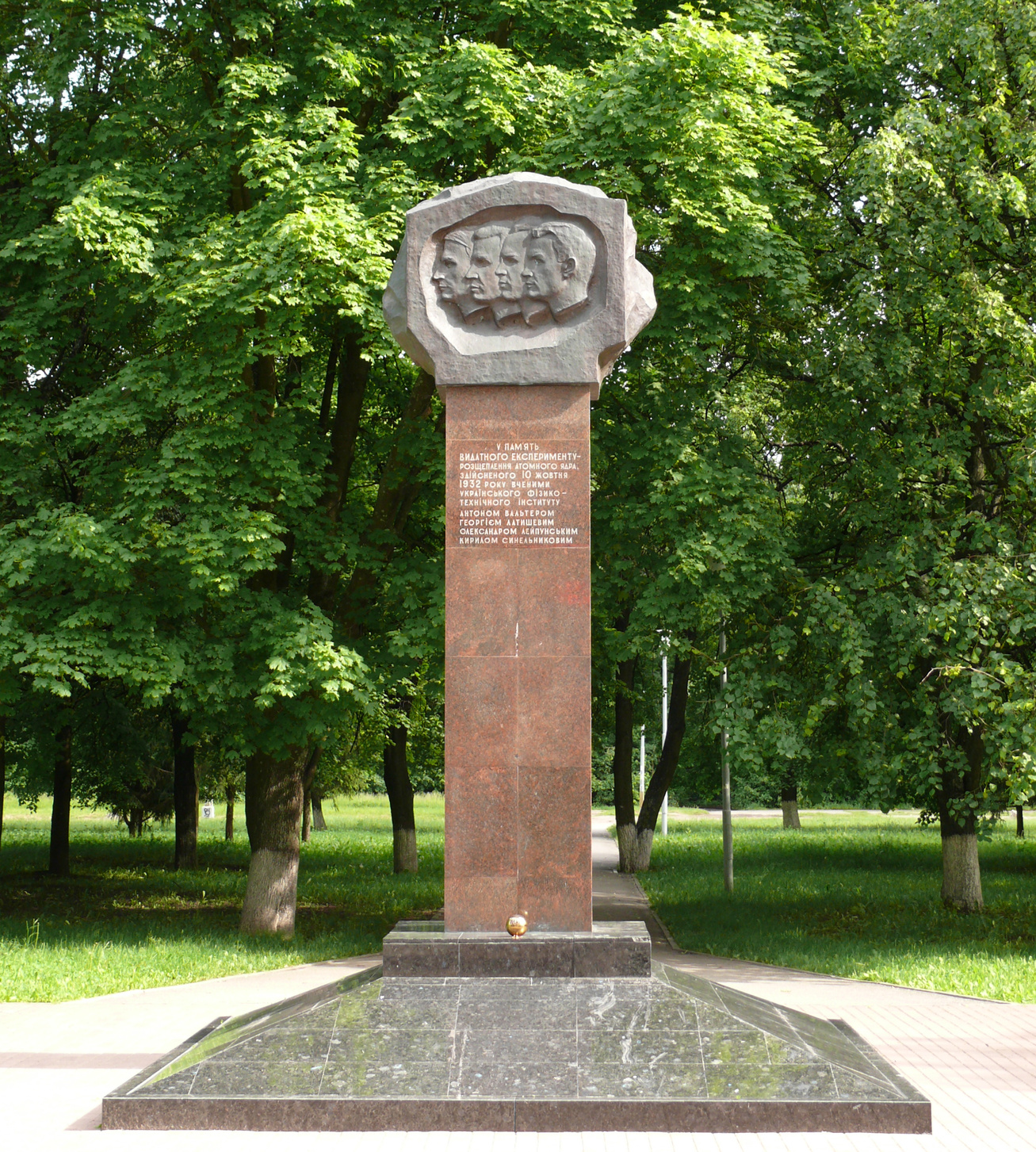
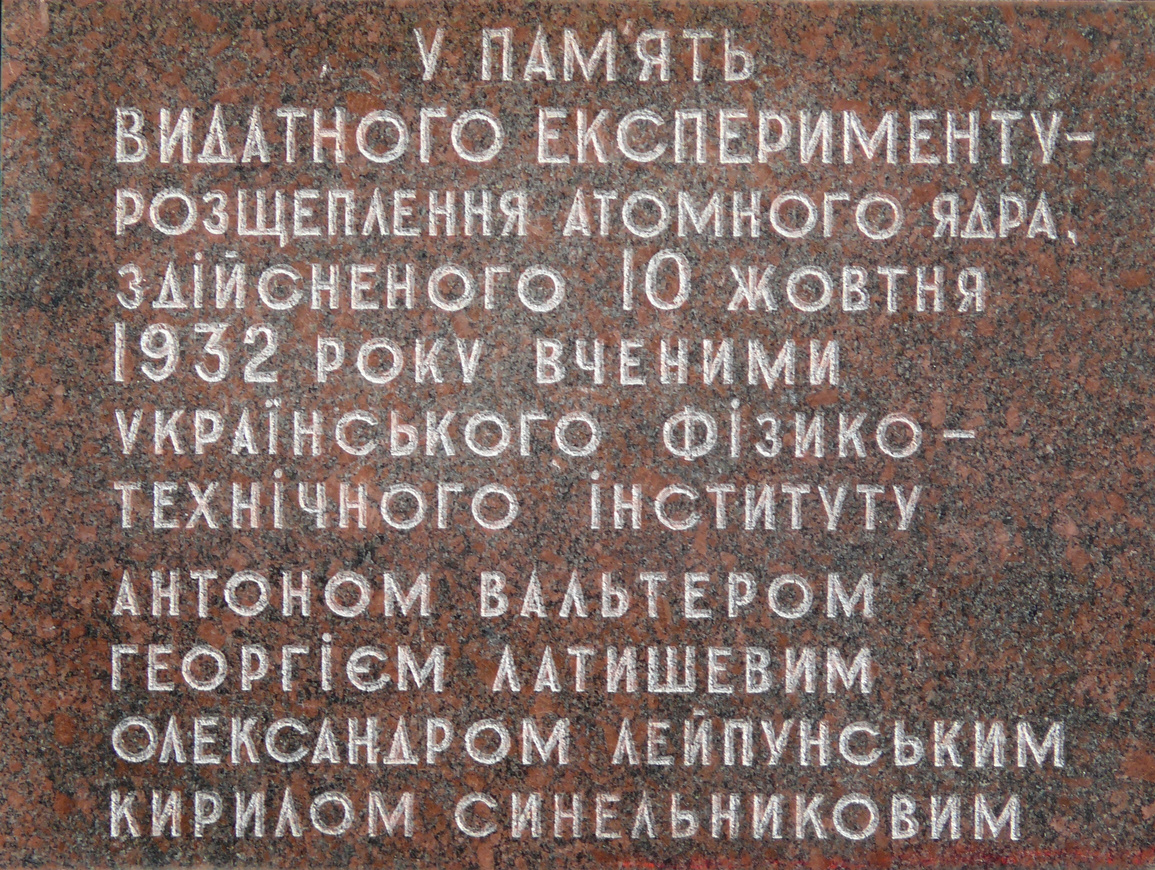

## ХФТИ в культуре
- Осенью 2008 года в Харькове начались съёмки художественного фильма «Дау», посвящённого жизни и деятельности академика Льва Ландау, работавшего в УФТИ с 1932 по 1937 годы.[18] В этом фильме здание и двор УФТИ 1930-х годов разместились на месте когда-то самого большого в городе открытого бассейна стадиона «Динамо», состоявшего из трёх бассейнов. Три ванны бассейна «Динамо», не эксплуатировавшиеся с 1992 года, трибуны и вышки были снесены в сентябре 2008 года, а на их месте за несколько месяцев построена декорация (из дерева, пластика и пенопласта) внутреннего двора секретного института УФТИ 1930-х годов. На существующей территории старой промплощадки и поныне режимного предприятия ХФТИ съёмки фильма проводить не разрешили.